# Malachi Favors
Malachi Favors Maghostut (* 22. August 1937 in Lexington, Mississippi; † 30. Januar 2004 in Chicago, Illinois) war ein US-amerikanischer Jazz-Bassist.

## Leben und Wirken
Favors spielte ab dem fünfzehnten Lebensjahr Kontrabass. Nach dem Militärdienst in Korea arbeitete er in Chicago Mitte der 1950er Jahre mit Musikern wie Andrew Hill (u. a. 1956 für das Doo-Wop-Label Ping), gelegentlich auch mit den Trompetern Dizzy Gillespie und Freddie Hubbard. 1961 wurde er Mitglied von Muhal Richard Abrams’ The Experimental Band. Seit deren Gründung war er Mitglied der Association for the Advancement of Creative Musicians (AACM). 1966 wurde er Mitglied von Roscoe Mitchells Quartett, aus dem das Art Ensemble of Chicago hervorging. Während seiner langjährigen Mitgliedschaft in dieser Gruppe wirkte er an zahlreichen Alben mit und spielte neben dem Bass auch Zither, Banjo, Mundharmonika, Schlagzeug und andere Instrumente.
Außerhalb des Art Ensembles arbeitete Favors auch mit Musikern wie Archie Shepp, Sunny Murray, Dewey Redman, Muhal Richard Abrams und der Gruppe The Ritual Trio. Mit Lester Bowie nahm er das Album From the Root to the Source auf, 1977 erschien sein Soloalbum Natural and the Spiritual . Im Jahr 1994 spielte Favors mit Roman Bunka und Fathy Salama beim JazzFest Berlin. Dabei entstand die CD Color Me Cairo (Enja). 1998 nahm er im Duo mit dem Bassisten Tatsu Aoki das Album 2x4 (Southport) auf. Noch kurz vor seinem Tod entstand das Album Maghostut Trio – Live at Last (RogueArt) und das Art-Ensemble-Album Sirius Calling; außerdem wirkte er noch bei Dennis González’ Album Old Time Revival (2003) mit.

## Lexikalische Einträge
- Richard Cook Jazz Encyclopedia London: Penguin, 2007; ISBN 978-0-14-102646-6
- Wolf Kampmann (Hrsg.), unter Mitarbeit von Ekkehard Jost: Reclams Jazzlexikon. Reclam, Stuttgart 2003, ISBN 3-15-010528-5.